# Atractus ecuadorensis
Atractus ecuadorensis — вид змій родини полозових (Colubridae). Ендемік Еквадору.

## Поширення і екологія
Atractus ecuadorensis мешкають в Еквадорських Андах на території провінції Тунґурауа, зокрема в горах Льянганатес та в районі водоспаду Пайлон-дель-Дьябло. Вони живуть у вологих гірських тропічних лісах та на високогірних луках.